# Resident Evil (videohra, 1996)
Resident Evil (v Japonsku Biohazard) je videohra žánru survival horor od firmy Capcom. Je první hrou stejnojmenné série a je považována za nejdůležitější hru svého žánru,[zdroj⁠?!] protože jej oproti staršímu Alone in the Dark významně popularizovala.
V Evropě byla vydána 1. srpna 1996 pro PlayStation. Později byla konvertována na Sega Saturn a Microsoft Windows. V roce 2002 byl vytvořen remake pro Nintendo GameCube s novou grafikou, zvukovými stopami a dalšími změnami. V roce 2006 byla vydána pro Nintendo DS jako Resident Evil: Deadly Silence.

## Základní informace
Děj si nese jako první v řadě, nicméně posloupností událostí universa se odehrává jako druhý (o pár let později vyšel Resident Evil Zero, který doplňuje situace před tímto prvním dílem). Prvotním žánrem je Resident Evil, později Resident Evil Remake. Samotný kanonický děj se neliší, pouze remake verze doplňuje nějaké informace, které nastaly.
Máme na výběr ze dvou ikonických postav série: Chris Redfield a Jill Valentine. Jako hráči se ujímáme jedné z postav, každá do děje nastupuje trochu s jinou výbavou, stylem reakcí a některé události přicházejí v jiné posloupnosti či odlišným způsobem řešení (např. Jill umí hrát na klavír, Chris musí domluvit Rebeccu a k tomu potřebuje chvíli času na zopakování):
Chris Redfield začíná v naprostém začátku ozbrojen jen nožem, disponuje menším inventářem než Jill, pro otevření lehkých zámků musí pátrat po malých klíčkách a celkově počet nalezených zbraní je menší. Na druhou stranu snese daleko větší podíl zranění, ve výbavě je standardně vybaven zapalovačem (nezabírající pole v inventáři) a na výpomoc má kolegyni Rebeccu Chambers, která mu jednou za čas nabídne ošetření zranění.
Jill Valentine na rozdíl od Chrise začíná s Berretou, má větší inventář (o dvě pole navíc), ovládá umění otevírání zámků (odpadá povinnost hledat malé klíčky) a narazí na své cestě na větší množství palebné síly a malé procento je i agilnější. Jejím partnerem je Barry Burton, který ji občas podpoří municí a dalším vybavením do plusu. Nicméně neustojí toliko zranění co Chris. Víceméně se dá říct, že hra za Jill je na první hraní určitě lépe schůdnější.
Dalším rozdílem je především role partnera, který sehrává určitou roli a za určitých situací může i zahynout (nicméně kanonicky všechny čtyři hlavní postavy, resp. pět přežívají). A v některých situacích je nabídnuta i pomoc u různých situací.
Hra nám prostředí zobrazuje v přednastavených kamerových úhlech a postava se ovládá stylem tanku, tzn. pohyb doprava znamená otočí se v ose doprava (pozn. v poslední verzi (HD remaster) je nabídnuta v nastavení i možnost pohybu dle zadaného směru).
Hráč musí sbírat a používat předměty v určitých situacích pro další postup a zároveň bojovat o svůj život pomocí hledání zbraní, munice, léčebných prvků a obranných předmětů. Využívá tak i beden (storage box), kde může předměty ukládat a následně i v jiných lokacích vyzvedávat (všechny tyto bedny sdílí jeden "cloud" můžeme říct)
Resident Evil přinesl do herního žánru jako jeden z prvních svérázný způsob uložení pozice (který v nových dílech již zcela odpadl). Postava ve hře nachází inkoustové pásky v omezeném počtu a pro uložení pozice, je potřeba narazit na starý psací stroj, kde je možno pozici zapsat (doslova).
K dispozici je ve hře poměrně velká sorta zbraní, které může postava použít na obranu a samozřejmě po prostorách různě roztroušená munice. V remake verzi hra nabízí i možnost tzv. obranných předmětů (dýky a navíc pro Chrise flash granáty, pro Jill baterie do paralyzéru), které může postava využit při napadení zepředu a odrazit tak atak.
Hra nabízí netradiční systém záznamu zranění. Po vizuální stránce se postava po větším zranění zobrazuje především (pro sérii typickým) držením se bok a s tím spojené rychlejší dýchání, pomalejší pohyb (tento detail byl zaveden až v druhém díle Resident Evil 2, ale Remake jej nabízí). Po otevření inventáře se nám nabídne pohled na záznamovou kartu EKG, kde se mění jak psaná křivka (zelená/fine, žlutá/caution, oranžová/caution, červená/danger, fialová/poison). Zvláštním případem je otrava (poison), kdy postava nese stejné symptomy jako po "fyzickém napadení", ale postupně slábne (EKG padá na pozadí do červené barvy/danger statusu), tento stav je velmi zrádný. Léčba probíhá za pomocí použíti "First Aid Spray" nebo sběrem a případnou kombinací bylin (Herb).

## Příběh
Svět se otevírá za městem Raccoon City v červenci roku 1998, kdy jsme seznámeni s děsivými událostmi o násilných vraždách a podivných výskytech zdeformovaných lidí a zvířat. Ve městě na policejní stanici R.P.D. (Raccoon Police Department) je tento případ přidělen složce S.T.A.R.S. (Special Tactics And Rescue Service), složen ze dvou týmů (Bravo a Alfa) vedeny Albert Wesker.
Prvním plánem je vyslání týmu Bravo, vedený Enricem Marinim. Ten chvíli po přistání ztrácí veškeré spojení s velitelstvím (Resident Evil 0). Následně je rozhodnuto o vyslání druhého, hlavního týmu Alfa na prošetření. Hlavním antagonistou celé série (až do pátého dílu Resident Evil) je Albert Wesker. My se však ujímáme hrdinů a to Chrise Redfielda a Jill Valentine.
Hned po výsadku v lesích, kde byl zaznamenám poslední výskyt Bravo týmu je celá jednotka napadena krvelačnými psy. Pilot Brad Vickers v panice odlétá a zanechává celý tým napospas osudu. Ti se schovávají v blízkém panství. To se po prvním dojmu jeví velmi podezřele a členové se rozdělují a průzkum začíná. Prochází tak sofistikovaným panstvím plný pastí a podivných záhad, navštíví i blízké okolí s kůlnou. Přes zahradní domek do vodních nádrží na žraloky až do podzemních laboratoří.
Hned v úvodu je pohřešován mimo jednoho partnera i sám Albert Wesker. Jill za pomoci Barryho Burtona a Chris s Rebeccou Chambers (přeživší z předchozího týmu) procházejí komplikovanou stavbu a zjišťují, že je celý zamořen chodícími mrtvými a jinými nepřáteli (obrovský had na půdě, agresivní žraloci atd.). Přicházejí celé věci na kloub a zjišťují, že za vším stojí společnost Umbrella, obrovská společnost zaštiťující jak technologii, zdravotnictví, tak armádu. V podzemních laboratořích vznikal projekt T-virus, virová látka prvotně brána jako lékařský průlom, ale stal se tak tzv. bio-organickou zbraní, ovlivňující strukturu buněk a vynucení různorodých mutací u různých tvorů, na kterých byl virus testován.
Vychází tak najevo, že jedním z vědců je i samotný Albert Wesker, který celou tuto událost zneužil a své vlastní lidi použil, jako testovací subjekty pro nový t-virem vytvořený projekt zv. Tyrant. Organické/humanoidní stvoření s masivní silou, prvoplánovitě pro využití jako vražedný stroj, poslouchající bez otázek rozkazy. Pod záminkou zamířených zbraní na rodinu, je Barry donucen poslouchat rozkazy Weskera a párkrát tak Jill dostane do nepříjemné situace. Ve finální fázi ale nakonec otáčí kartu a postaví se pro svůj tým.
Wesker je nakonec vlastním stvořením zabit a následně i samotná nestvůra. Celý komplex budov a podzemí je řízenou detonací zničen a Brad je kontaktován s žádostí o vyzvednutí. Tyto čtyři hlavní postavy a pilot nakonec unikají ve zdraví, nicméně veškeré problémy teprve začínají.